# Niels Ruf

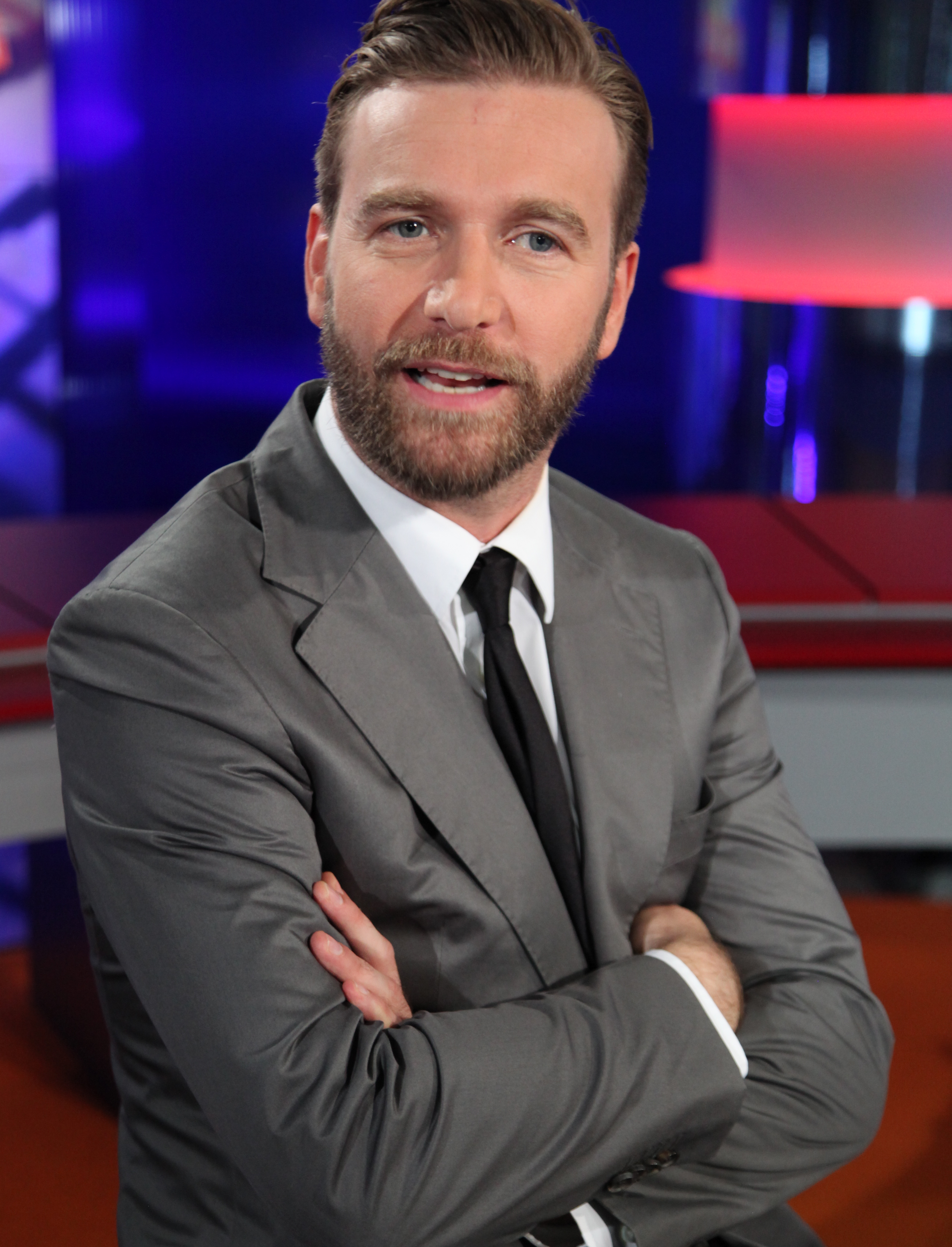
Niels Ruf, August 2011

Niels Ruf (* 21. Mai 1973 in Worms) ist ein deutscher Fernsehmoderator, Autor und Schauspieler.

## Leben
Niels Ruf wuchs in München und in Neuwied auf, wo er das Rhein-Wied-Gymnasium besuchte. Nach einer einjährigen Tätigkeit bei der Rhein-Zeitung wurde er mit 21 Jahren vom ZDF als Moderator der Videospielshow X Base besetzt. Danach wurde er Moderator der Call-in-Show Niels’ Ruf des Senders DSF. Die Sendung wurde nach neun Folgen abgesetzt, nach späteren Angaben Rufs „wegen Blasphemie“. Parallel schrieb er für die Kindersendung Clubhouse Drehbücher und produzierte Einspielfilme.
Vorübergehend arbeitete Ruf als freier Mitarbeiter für Focus TV und erhielt auch Engagements als Schauspieler. So wirkte er 1996 in dem Sat.1-Film Charley’s Tante mit. Es folgte 1998 eine Nebenrolle in dem Comedyfilm Und alles wegen Mama.
Im Jahr 1998 erhielt Ruf nach einem Casting des Senders VIVA Zwei die Sendung Kamikaze, die er moderierte und produzierte. Seine provokanten Monologe und Ansagen wurden als „Pöbelei“ charakterisiert, und Ruf wurde als „Sex-Ferkel“ und „Skandal-Moderator“ bezeichnet.
Im Jahr 2000 nahm er zusammen mit WestBam den Song Computerstaat von Abwärts für die Compilation Pop 2000 – das gibt’s nur einmal auf. Zu größerer Bekanntheit verhalf ihm auch ein Auftritt in der Harald Schmidt Show und nicht zuletzt eine kurze Liaison mit der Komikerin Anke Engelke im Jahr 2000.
Im Dezember 2001 erschien bei Universal Mercury die DVD Niels Ruf – Pest of Kamikaze 1998–2001 mit Auszügen aus der Sendung und zuvor unveröffentlichten Szenen.
Ab Februar 2002 bekam Ruf auf RTL II eine neue Sendung (Dumm erwischt), in der er Szenen mit versteckter Kamera kommentierte. 2002 trat er in einer Nebenrolle im Film Wie die Karnickel auf.
Niels Ruf arbeitete als Kolumnist u. a. für die Musikmagazine Intro und Visions, die Wochenzeitung Die Zeit und das Magazin Maxim. Ab dem 30. Oktober 2006 moderierte Niels Ruf auf dem digitalen Abosender Sat.1 Comedy Die Niels Ruf Show.
2007 spielte er in der Sitcom Herzog die Hauptrolle als fieser Scheidungsanwalt Simon C. Herzog. Die Serie wurde nach drei ausgestrahlten Folgen wegen schlechter Einschaltquoten wieder abgesetzt. 2008 lief die Niels-Ruf-Show auf Sat.1, die im selben Jahr wegen schlechter Quoten vorzeitig aus dem Programm genommen wurde. Im Februar 2008 wurde die Übernahme von 51 % der Weltruf TV GmbH durch die Senator Entertainment verkündet. Die Weltruf GmbH meldete Ende 2008 Insolvenz an. Die Senator Entertainment verkündete am 21. November 2008 die Rückabwicklung der Übernahme des 51-%-Anteils an der Weltruf TV GmbH.
Nachdem die Niels Ruf Show aufgrund niedriger Einschaltquoten oft in der Kritik gestanden hatte, verlegte sich Ruf auf Formate im Internet. Unter 3min.de war die Webshow mit dem Titel Looki Looki kostenlos zu sehen. Dabei gab es kein Kamerateam und kein Studio, stattdessen wurde mit einer an der Brille angebrachten Kamera gefilmt. Die Telekom stellte das Projekt 3min.de Ende Mai 2011 ein.
2012 wurde die Webserie Josef Gyrls – Tochter der Freiheit von Arte Creative veröffentlicht, eine Mockumentary, in der Ruf in der Rolle eines Künstlers den Kunstbetrieb persifliert.
Im Frühjahr 2014 nahm Ruf an der Sat.1-Sendung Hell’s Kitchen teil. In der fünften Episode musste er aufgrund einer Verletzung ausscheiden. Im März 2016 tanzte Ruf bei Let's Dance und schied in der zweiten Runde aus.
Nach negativen Äußerungen auf Twitter zum Tod von Roger Cicero wurde Ruf in den Medien heftig kritisiert. Sein Management trennte sich daraufhin von ihm.
Am 11. März 2016 kam es in einer Kölner Hotelbar zu einer körperlichen und verbalen Auseinandersetzung zwischen dem Darsteller der Kunstfigur Atze Schröder und Niels Ruf. Ruf forderte daraufhin Schmerzensgeld; es sei zudem schon einmal zu einem solchen Übergriff auf ihn gekommen. Im Juni 2016 fand die mündliche Verhandlung statt. Für Atze Schröder wurde ein Annäherungsverbot ab drei Metern festgelegt.

## Auszeichnungen
- 2008: MIRA Award
- 2009: Deutscher Comedypreis (Nominierung)
- 2012: KuH des Jahres[16] (Preis des Podcasts Medien-KuH)

## Fernsehshows
- 1998–2001: Kamikaze
- 2002: Dumm erwischt
- 2006–2008: Die Niels Ruf Show
- 2010: Looki Looki (Internet)

## Filmografie und TV-Auftritte
- 1996: Charley’s Tante
- 1998: Und alles wegen Mama
- 2002: Wie die Karnickel
- 2008: Herzog (Fernsehserie)
- 2012: Josef Gyrls – Tochter der Freiheit (Webserie)
- 2013: Eins gegen Eins (Staffel 4, Episode 3)
- 2014: Hell’s Kitchen (Show)
- 2015: Im Knast (Sitcom, ZDFneo, 1 Folge)
- 2016: Operation Naked (Spielfilm, Mockumentary) als er selbst
- 2016: Let’s Dance (Show)

## Podcast
- 2017– : Radio Ruf[17]
- 2020–2023 : Sodom und Corona